# Iwa (Insel)
Iwa, auch Jouveney-Insel genannt, eigentlich Jouvency, ist eine Insel in der Salomonensee. Sie gehört politisch zu Papua-Neuguinea.

## Beschreibung
Iwa gehört zu den Marshall-Bennett-Inseln und damit zur Provinz Milne Bay von Papua-Neuguinea. Die Insel befindet sich ungefähr 200 km vom Festland Neuguineas und 500 km von Port Moresby entfernt, knapp 40 km östlich von Kitava.
Sie besteht aus den Überresten von Korallen und stellt ein gehobenes Atoll dar. Ihre Form ist beinahe kreisrund, sie umfasst etwa eine Meile (1,6 km) im Durchmesser und war um 1900 dicht bewaldet.
Bei der Volkszählung 2000 hatte Iwa 766 Einwohner und lag damit in der Bevölkerungszahl nach Gawa an zweiter Stelle unter den Marshall-Bennett-Inseln. Der archäologische Fundplatz Obomatu Village befindet sich auf der Insel Iwa.

## Trivia
Die Insel wird in dem italienischen Dokumentarfilm La donna nel mondo (dt.: Alle Frauen dieser Welt) von 1963 kurz erwähnt. Dem Film zufolge soll auf der Insel zu jener Zeit ein pensionierter schottischer Colonel, Roger Hopkins, mit 84 Frauen und 52 Kindern gelebt haben. Im Film wird behauptet, die Frauen seien zwischen 13 und 18 Jahren alt gewesen. Hopkins, der sehr viel älter als seine Frauen war, wurde als taubstumm vorgestellt, er trug allerdings während der Aufnahmen ein Hörgerät im rechten Ohr. Es wird gezeigt, wie er Pfeife raucht, er trägt fadenscheinige europäische Kleidung, doch darüber hinaus erscheinen keine weiteren Gegenstände europäischer Herkunft auf der Insel.